# 從地心竄出
《從地心竄出》（英語：Tremors）是一部1990年的美國怪獸恐怖喜劇片，由朗·昂德伍德執導，布蘭特·邁多可和S·S·威爾森編劇，內容描述內華達州郊區小鎮的一群人遭到地底蟲怪的攻擊，為了生存的他們使出渾身解數對抗來自地底的神祕怪物。主演包括凱文·貝肯、佛瑞德·華德、芬·卡特、麥可·葛羅斯及芮芭·麥克伊泰。
該片於1990年1月19日在美國上映，評價出色；雖然票房表現不佳，但在家庭影碟市場上受到歡迎。此片之後推出了多部電影續集和兩部電視影集。

## 劇情
在內華達州山脈沙漠東部的一個孤立區域完美小鎮（Perfection），雜工瓦倫汀·「瓦爾」·麥基和厄爾·巴塞特厭倦了現有的生活和工作，決定前往鄰近城鎮畢斯比（Bixby）定居。當他們離開時，他們發現了另一名居民艾德格·德姆斯的屍體掛在電塔上。小鎮的醫生吉姆·華萊士確定艾德格因脫水而死，他似乎在躲避什麼東西。
後來，一隻未知的地下生物殺死了牧羊人弗雷德和他的羊群。瓦爾和厄爾發現對方分離的頭部後，認為有連環殺手出沒在鎮上。兩名建築工人無視瓦爾和厄爾的警告，被同一個生物殺死，導致岩石崩塌堵住了道路。瓦爾和厄爾警告居民後嘗試尋求幫助，但發現電話線已中斷，岩石阻塞了出城的唯一道路。看不見的蛇狀生物將自身纏在卡車的後軸上，但當瓦爾踩踏油門並駛離時被撕裂，該生物的一根觸手他們返回城鎮時被發現。
瓦爾和厄爾借馬去畢斯比尋求幫助。他們來到華萊士和他妻子的拖車附近發現被埋在地下的車子，夫婦不見蹤影（前天晚上被殺害）。當他們繼續前進時，一隻巨大且會挖洞的蠕蟲狀怪物突然從地面噴出，表明這種蛇狀生物是蠕蟲口中許多觸手之一，即「舌頭」。被拋下馬匹後，兩人被怪物追趕，直到怪物撞上渡槽的混凝土牆自盡。在附近區域進行地震學觀測的研究生蘭達·李貝克與他們同行；她從以前的觀測報告中推斷出該地區還有另外三隻蠕蟲。蘭達、瓦爾和厄爾被一條蠕蟲困在附近的一堆巨石上，他們推測這些生物通過檢測地震振動來捕食獵物。然後三人找到一些廢棄竿子，以撐桿跳的方式在巨石間跳躍，順利利用蘭達的車子逃離。
三人返回城鎮後，蠕蟲攻擊並殺死了商店老闆華特·張，迫使所有人躲在城鎮的各個屋頂上。同時，生存主义者伯特和希瑟·甘莫在不知不覺中誘使其中一隻巨蟲進入地下室軍械庫後，設法殺死了牠。在城裡，剩下的兩條巨蟲開始攻擊建築物的地基，撞倒了站在拖車上方的內斯特並成功吞噬了他。意識到他們必須離開城鎮，厄爾、蘭達和米格爾分散了怪物的注意力，而瓦爾駕駛履帶裝載機並在後方連結著鉸接拖車的後節，讓倖存者們用它來嘗試逃逸到附近的山脈。在途中，兩條巨蟲設置了一個陷阱來讓履帶裝載機無法行駛。倖存者逃到附近的一些巨石上以確保安全。直到厄爾想到誘使蠕蟲吞下伯特的自製管狀炸彈前，眾人一度失去希望。該策略殺死了一隻蠕蟲，但最後一隻向著倖存者們將炸彈吐出，迫使他們在爆炸開始時散開, 多枚炸彈亦被引爆而消耗。
瓦爾引誘最終的蠕蟲追趕他到懸崖的邊緣，然後用最後一枚炸彈炸開牠的後面，使蠕蟲驚恐地從懸崖外壁衝出來，墜落到下面的岩石上摔死。眾人返回城鎮，在那裡他們要求當局開始調查，而厄爾鼓勵瓦爾與蘭達談戀愛。

## 演員
- 凱文·貝肯飾演瓦倫汀·「瓦爾」·麥基（Valentine "Val" McKee）
- 佛瑞德·華德飾演厄爾·巴塞特（Earl Bassett）
- 芬·卡特飾演蘭達·李貝克（Rhonda LeBeck）
- 麥可·葛羅斯飾演伯特·甘莫（Burt Gummer）
- 黃自強飾演華特·張（Walter Chang）
- 芮芭·麥克伊泰飾演希瑟·甘莫（Heather Gummer）
- 羅伯特·簡恩飾演馬文·普拉格（Melvin Plug）
- 雅莉安娜·理察斯飾演敏蒂（Mindy）
- 夏洛特·史都華（英语：Charlotte Stewart）飾演南希（Nancy）
- 東尼·詹納洛（英语：Tony Genaro）飾演米格爾（Miguel）
- 理查德·馬庫斯（英语：Richard Marcus）飾演內斯特（Nestor）

## 製作
《從地心竄出》的概念最初是在1980年代初構想，當時編劇S·S·威爾森和布蘭特·邁多可在美國海軍擔任負責製作教育安全影帶的製片人。在獲取鏡頭時，兩人爬了一個大沙漠巨石，並提出了一個問題：「如果有個什麼樣的事物無法讓我們脫離這塊岩石呢？」這激發了兩人開始集思廣益，為一部怪獸電影創作靈感，該電影最終被冠以「大地鯊魚」（Land Sharks）。他們與《国家地理杂志》的朋友兼紀錄片導演朗·昂德伍德分享了自己的想法，並利用他的動物學知識更好地將「大地鯊魚」發展成為可以現實存在的生物。
威爾森和邁多可的《霹靂五號》（1986年）劇本大受歡迎之後，兩人迅速開始為《從地心竄出》取材。由於當時廣受歡迎的《週六夜現場》短劇有著相同的名字，而更改掉「大地鯊魚」一名。最初的劇本名為「完整鎮地下」（Beneath Perfection），於1988年6月完成。

## 外部連結
- 互联网电影数据库（IMDb）上《從地心竄出》的资料（英文）
- 爛番茄上《從地心竄出》的資料（英文）
- Metacritic上《從地心竄出》的資料（英文）
- AllMovie上《從地心竄出》的资料（英文）
- Box Office Mojo上《從地心竄出》的資料（英文）